# Nycteris aurita
Nycteris aurita är en fladdermus i familjen hålnäsor som förekommer i Afrika. Populationen listades tidigare som synonym till Nycteris hispida och sedan 2005 godkänns den som art.
Arten förekommer i östra Afrika från Somalia, Etiopien och Sydsudan till centrala Tanzania. Den vistas främst i savanner men den hittades även i mera torra områden som halvöknar.
Nycteris aurita antas vara vanligt förekommande men det saknas informationer och beståndets storlek. Antagligen finns inga allvarliga hot. IUCN listar arten som livskraftig (LC).